# Argynnis magnata
Argynnis magnata är en fjärilsart som beskrevs av Ruggero Verity 1919. Argynnis magnata ingår i släktet Argynnis och familjen praktfjärilar. Inga underarter finns listade i Catalogue of Life.